# 누누누누누누누누누누누누누누누누
누누누누누누누누누누누누누누누누(일본어: ぬぬぬぬぬぬぬぬぬぬぬぬぬぬぬぬ)는 보컬로이드 프로듀서(보카로P)이다. 니코니코 동화와 유튜브에서 보컬로이드 곡을 투고하고 있다. 또한, 보카코레에서 2022년부터 여러 부문에서 5연속 1위를 차지하기도 하였다.

## 수상
- 보카코레 2022 Spring 리믹스 1위[2]
- 보카코레 2022 Autumn 리믹스 1위[3]
- 보카코레 2023 Spring 루키 1위[4]
- 보카코레 2023 Summer 네타곡 투고제 1위[5]
- 보카코레 2024 Winter 네타곡 투고제 1위[6]